# Leiostyla gibba
Leiostyla gibba é uma espécie de gastrópode  da família Pupillidae.
É endémica de Região Autónoma da Madeira, Portugal.